# Mala Tîmoșivka, Novoukraiinka
Mala Tîmoșivka (în ucraineană Мала Тимошівка) este localitatea de reședință a comunei Mala Tîmoșivka din raionul Novoukraiinka, regiunea Kirovohrad, Ucraina.

## Demografie
Componența lingvistică a localității Mala Tîmoșivka
     Ucraineană (89,57%)
     Rusă (5,87%)
     Română (2,83%)
     Alte limbi (0,87%)
Conform recensământului din 2001, majoritatea populației localității Mala Tîmoșivka era vorbitoare de ucraineană (89,57%), existând în minoritate și vorbitori de rusă (5,87%) și română (2,83%).